# Loch Scaven
Le loch Scaven (gaélique écossais : Loch Sgamhain) est un loch dans le Glen Carron près des sources de la rivière Carron, dans la région de Wester Ross, en Écosse.